# Canton d'Arras-3
Le canton d'Arras-3 est une circonscription électorale française du département du Pas-de-Calais.

## Histoire
Un nouveau découpage territorial du Pas-de-Calais entre en vigueur à l'occasion des premières élections départementales suivant le décret du 24 février 2014. Les conseillers départementaux sont, à compter de ces élections, élus au scrutin majoritaire binominal mixte. Les électeurs de chaque canton élisent au Conseil départemental, nouvelle appellation du Conseil général, deux membres de sexe différent, qui se présentent en binôme de candidats. Les conseillers départementaux sont élus pour 6 ans au scrutin binominal majoritaire à deux tours, l'accès au second tour nécessitant 12,5 % des inscrits au 1er tour. En outre la totalité des conseillers départementaux est renouvelée. Ce nouveau mode de scrutin nécessite un redécoupage des cantons dont le nombre est divisé par deux avec arrondi à l'unité impaire supérieure si ce nombre n'est pas entier impair, assorti de conditions de seuils minimaux. Dans le Pas-de-Calais, le nombre de cantons passe ainsi de 77 à 39.
Le canton d'Arras-3 est formé de quinze communes, issues des anciens cantons de Arras-Sud (5 communes), de Croisilles (9 communes) et de Beaumetz-lès-Loges (1 commune), et d'une fraction de commune. Il est entièrement inclus dans l'arrondissement d'Arras. Le bureau centralisateur est situé à Arras.

## Représentation
| Période élective | Période élective | Mandat | Mandat   | Identité            | Nuance | Nuance | Qualité |
| ---------------- | ---------------- | ------ | -------- | ------------------- | ------ | ------ | --- |
| 2015             | 2021             | 2015   | 2021     | Maryse Cauwet       |        | PS     | Infirmière Conseillère municipale de Tilloy-lès-Mofflaines |
| 2015             | 2021             | 2015   | 2021     | Jean-Louis Cottigny |        | PS     | Ouvrier puis assistant régional 9ème Vice-président du Conseil départemental (affaires européennes, coopération décentralisée) Ancien conseiller général du canton d'Arras-Sud (1992-2015) |
| 2021             | 2028             | 2021   | en cours | Maryse Cauwet       |        | PS     | Conseillère sortante, 7ème Vice-Présidente du conseil départemental |
| 2021             | 2028             | 2021   | en cours | Jean-Louis Cottigny |        | PS     | Conseiller sortant |

### Résultats détaillés

#### Élections de mars 2015
À l'issue du 1er tour des élections départementales de 2015, trois binômes sont en ballottage : Maryse Cauwet et Jean-Louis Cottigny  (PS, 30,2 %), Thierry Ducroux et Catherine Feller (FN, 28,31 %) et Marc Desramaut et Sylvie Lafond (Union de la Droite, 26,29 %). Le taux de participation est de 56,87 % (13 475 votants sur 23 693 inscrits) contre 51,81 % au niveau départemental et 50,17 % au niveau national.
Au second tour, Maryse Cauwet et Jean-Louis Cottigny  (PS) sont élus avec 38,45 % des suffrages exprimés et un taux de participation de 56 % (4 808 voix pour 13 269 votants et 23 693 inscrits).

#### Élections de juin 2021
Le premier tour des élections départementales de 2021 est marqué par un très faible taux de participation (33,26 % au niveau national). Dans le canton d'Arras-3, ce taux de participation est de 38,53 % (9 228 votants sur 23 953 inscrits) contre 35,19 % au niveau départemental. À l'issue de ce premier tour, deux binômes sont en ballottage : Maryse Cauwet et Jean-Louis Cottigny (Union à gauche, 43,96 %) et Juliette Dhorne et Thierry Ducroux (RN, 26,46 %).
Le second tour des élections est marqué une nouvelle fois par une abstention massive équivalente au premier tour. Les taux de participation sont de 34,36 % au niveau national, 34,96 % dans le département et 38,59 % dans le canton d'Arras-3. Maryse Cauwet et Jean-Louis Cottigny (Union à gauche) sont élus avec 68,06 % des suffrages exprimés (5 516 voix pour 9 235 votants et 23 930 inscrits),,.

## Composition
Le canton d'Arras-3 comprend quinze communes et la partie de la commune d'Arras non incluse dans les cantons d'Arras-1 et d'Arras-2.
| Nom                           | Code Insee | Intercommunalité | Superficie (km2) | Population (dernière pop. légale)                | Densité (hab./km2) | Modifier                                    |
| ----------------------------- | ---------- | ---------------- | ---------------- | ------------------------------------------------ | ------------------ | ------------------------------------------- |
| Arras (bureau centralisateur) | 62041      | CU d'Arras       | 11,63            | Fraction : 10 939 (2022) Commune : 42 621 (2022) | 3 665              | modifier les données · modifier les données |
| Achicourt                     | 62004      | CU d'Arras       | 5,94             | 7 899 (2022)                                     | 1 330              | modifier les données · modifier les données |
| Agny                          | 62013      | CU d'Arras       | 6,05             | 1 863 (2022)                                     | 308                | modifier les données · modifier les données |
| Beaurains                     | 62099      | CU d'Arras       | 5,99             | 5 530 (2022)                                     | 923                | modifier les données · modifier les données |
| Boiry-Becquerelle             | 62144      | CU d'Arras       | 4,54             | 473 (2022)                                       | 104                | modifier les données · modifier les données |
| Boisleux-au-Mont              | 62151      | CU d'Arras       | 4,66             | 522 (2022)                                       | 112                | modifier les données · modifier les données |
| Boisleux-Saint-Marc           | 62152      | CU d'Arras       | 3,38             | 256 (2022)                                       | 76                 | modifier les données · modifier les données |
| Boyelles                      | 62172      | CU d'Arras       | 4,25             | 366 (2022)                                       | 86                 | modifier les données · modifier les données |
| Guémappe                      | 62392      | CU d'Arras       | 4,52             | 410 (2022)                                       | 91                 | modifier les données · modifier les données |
| Hénin-sur-Cojeul              | 62428      | CU d'Arras       | 6,81             | 528 (2022)                                       | 78                 | modifier les données · modifier les données |
| Héninel                       | 62426      | CU d'Arras       | 5,32             | 188 (2022)                                       | 35                 | modifier les données · modifier les données |
| Mercatel                      | 62568      | CU d'Arras       | 5,76             | 726 (2022)                                       | 126                | modifier les données · modifier les données |
| Neuville-Vitasse              | 62611      | CU d'Arras       | 6,98             | 484 (2022)                                       | 69                 | modifier les données · modifier les données |
| Saint-Martin-sur-Cojeul       | 62761      | CU d'Arras       | 3,41             | 214 (2022)                                       | 63                 | modifier les données · modifier les données |
| Tilloy-lès-Mofflaines         | 62817      | CU d'Arras       | 7,69             | 1 564 (2022)                                     | 203                | modifier les données · modifier les données |
| Wancourt                      | 62873      | CU d'Arras       | 8,90             | 630 (2022)                                       | 71                 | modifier les données · modifier les données |
| Canton d'Arras-3              | 6204       |                  |                  | 32 592 (2022)                                    |                    | modifier les données                        |

## Démographie
En 2022, le canton comptait 32 592 habitants, en évolution de +1,1 % par rapport à 2016 (Pas-de-Calais : −0,72 %, France hors Mayotte : +2,11 %).
| 2013   | 2018   | 2022   |
| ------ | ------ | ------ |
| 31 999 | 32 114 | 32 592 |